# Volta por Cima (canção)
Volta por Cima é um samba-canção do compositor e zoólogo Paulo Vanzolini, gravado pela primeira vez em 1962 pelo cantor Noite Ilustrada.
Com o sucesso da canção, virou expressão popular e entrou para o Dicionário Aurélio da Língua Portuguesa: "dar a volta por cima fig.: superar uma frustração, uma situação difícil etc". Vanzolini comentou a respeito: “Fiz a música em fins dos anos 50, início dos 60, e a expressão "caiu na língua".”

## História

### Composição e gravação
Foi composto por Vanzolini entre 1959 e 1960, num período de 6 meses. Vanzolini mostrou o samba para a cantora Inezita Barroso, em 1962. Entretanto, a cantora, que já conhecia o compositor há muitos anos, e que inclusive foi a primeira a gravar o clássico “Ronda”, achou a canção "pouco comercial". No ano seguinte, o cantor Noite Ilustrada acreditou no potencial da música e decidiu gravá-la pela Philips, numa ocasião em que Vanzolini estava em viagem na Amazônia. Noite Ilustrada atuava na boate Moleque, onde os frequentadores costumavam fazer coro sempre que ele interpretava a composição. Então, atendendo à pretensão do sambista, o produtor Alfredo Borba autorizou a gravação, que teve um arranjo bem simples do maestro e clarinetista Portinho (Antônio Porto Filho). Quando Vanzolini retornou a São Paulo, foi surpreendido com o seu samba tocando nas rádios e disputando as primeiras colocações nas paradas, para logo se fixar como o maior sucesso de Noite Ilustrada.
Assim, contrariando a opinião de Inezita, o samba se tornou um sucesso em todo o Brasil. Antes mesmo de ser gravado, já era conhecido em boates paulistanas como "o samba do Vanzolini".

### Expressão popular
Com o sucesso do samba, "dar a volta por cima" passou a ser uma expressão recorrente no vocabulário popular, como consta no Dicionário Aurélio: "Dar a volta por cima fig.: superar uma frustração, uma situação difícil etc".
Vanzolini comentou a respeito da incorporação da expressão no dicionário: “O que gosto mesmo é de ter criado, com outra música minha, uma expressão que ouço todo dia: "dar a volta por cima" [...] Eu criei essa expressão por volta de 1959 ou 60 e ela tem me dado uma satisfação meio misturada, porque, por um lado você ter uma expressão que você inventou da sua cabeça no dicionário de Aurélio...Ninguém pode ficar infeliz com isso, né? Mas o dicionário não pegou bem o que eu queria dizer, e se o dicionário não pegou bem, a culpa é minha. Porque quando eu dizia ‘dar a volta por cima’ não quer dizer só vencer as dificuldades, mas é vencer com grandeza, vencer com generosidade, ser o ‘machão’ absoluto...”.

## Estrutura Musical

### Letra e Harmonia
C7 B7              Em7    E7   B7
Levanta, sacode a poeira e dá a volta por cima
Em7 B7/D#
Chorei, ah eu chorei
Em7
Não procurei esconder
E7 Bm7(5-)
Todos viram, fingiram
E7 Am7
Pena de mim não precisava
D7
Ali onde eu chorei
G7M C7M
Qualquer um chorava
F#m7(5-) B7
Dar a volta por cima que eu dei
Em7
Quero ver quem dava
F#m7(5-) B7 Em7
Um homem de moral  não fica no chão
Bm7(5-) E7
Nem quer que mulher
Am7
Lhe venha dar a mão
Em/D Am7 Em7
Reconhece a queda e não desanima
C7 B7
Levanta, sacode a poeira
Em7
E dá a volta por cima.

### Arranjo instrumental
O arranjo do samba foi elaborado pelo maestro e clarinetista gaúcho Portinho (Antônio Porto Filho).

## Gravações
- Noite Ilustrada (1963).[10]
- Elza Soares (1964 e 2003).[11]
- Elis Regina e Jair Rodrigues (1966).[12]
- Maria Bethânia (1975 e 1996).[13]
- Beth Carvalho (1994).[14]
- Ludmilla e Alcione (2024).[15]

## Trilha Sonora
- O Dragão da Maldade contra o Santo Guerreiro, filme de Glauber Rocha (1969).
- Amor de Mãe, telenovela (2020).
- Volta por Cima, telenovela (2024).

## Televisão
- Comercial Itaú (2017) - "Levanta", O2 Filmes.[16]